# Лікаревка (Асекеєвський район)
Лі́каревка (рос. Лекаревка) — село у складі Асекеєвського району Оренбурзької області, Росія.

## Населення
Населення — 399 осіб (2010; 475 у 2002).
Національний склад (станом на 2002 рік):
- росіяни — 77 %